# Sammen er vi stærke
|  | Denne artikel er oprettet af botten Steenthbot ud fra en ekstern database. Den kan derfor have sproglige fejl eller mangler. Denne skabelon kan fjernes efter kontrol af indholdet. |

Sammen er vi stærke er en dansk propagandafilm instrueret af Steen B. Johansen.

## Medvirkende
- Peter Reichhardt
- Morten Hoff
- Ivar Søe
- Hermod Knudsen
- Lisbet Petersen
- Jakob Seidelin
- Vermund Christiansen
- Ole Gabrielsen